# Parahistricostoma tuberculatum
Parahistricostoma, Nemastoma tuberculatum, Histricostoma tuberculatum
Genre
Espèce
Synonymes
- Nemastoma tuberculatum C. L. Koch & Berendt, 1854
- Histricostoma tuberculatum C. L. Koch & Berendt, 1854

Parahistricostoma tuberculatum, unique représentant du genre Parahistricostoma, est une espèce fossile d'opilions dyspnois de la famille des Nemastomatidae.

## Distribution
Cette espèce a été découverte dans de l'ambre en Pologne, en Ukraine et en Allemagne. Elle date du Paléogène.

## Classification
Cette espèce a été décrite sous le protonyme Nemastoma tuberculatum par C. L. Koch et Berendt en 1854. Elle est placée dans le genre Histricostoma par Staręga en 2002 puis dans le genre Parahistricostoma par Mitov, Perkovsky et Dunlop en 2021.
Ce genre a été décrit par Mitov, Perkovsky et Dunlop en 2021 dans les Nemastomatidae.

### Publications originales
- C. L. Koch & Berendt, 1854 : « Die im Bernstein befindlichen Crustaceen, Myriapoden, Arachniden und Apteren der Vorwelt. » Die in Berstein befindlichen Organischen Reste der Vorwelt, vol. 1, no 2, p. 1-124 (texte intégral).
- Mitov, Perkovsky & Dunlop, 2021 : « Harvestmen (Arachnida: Opiliones) in Eocene Rovno amber (Ukraine). » Zootaxa, no 4984, p. 43–72 https://doi.org/10.11646/zootaxa.4984.1.6.